# 赤十字の小包
赤十字の小包とは、第一次及び第二次世界大戦及びその他の戦争、紛争において国際赤十字委員会が1929年のジュネーヴ条約に基づいて提供する食料、タバコ、個人用衛生用品を入れた小包のこと。

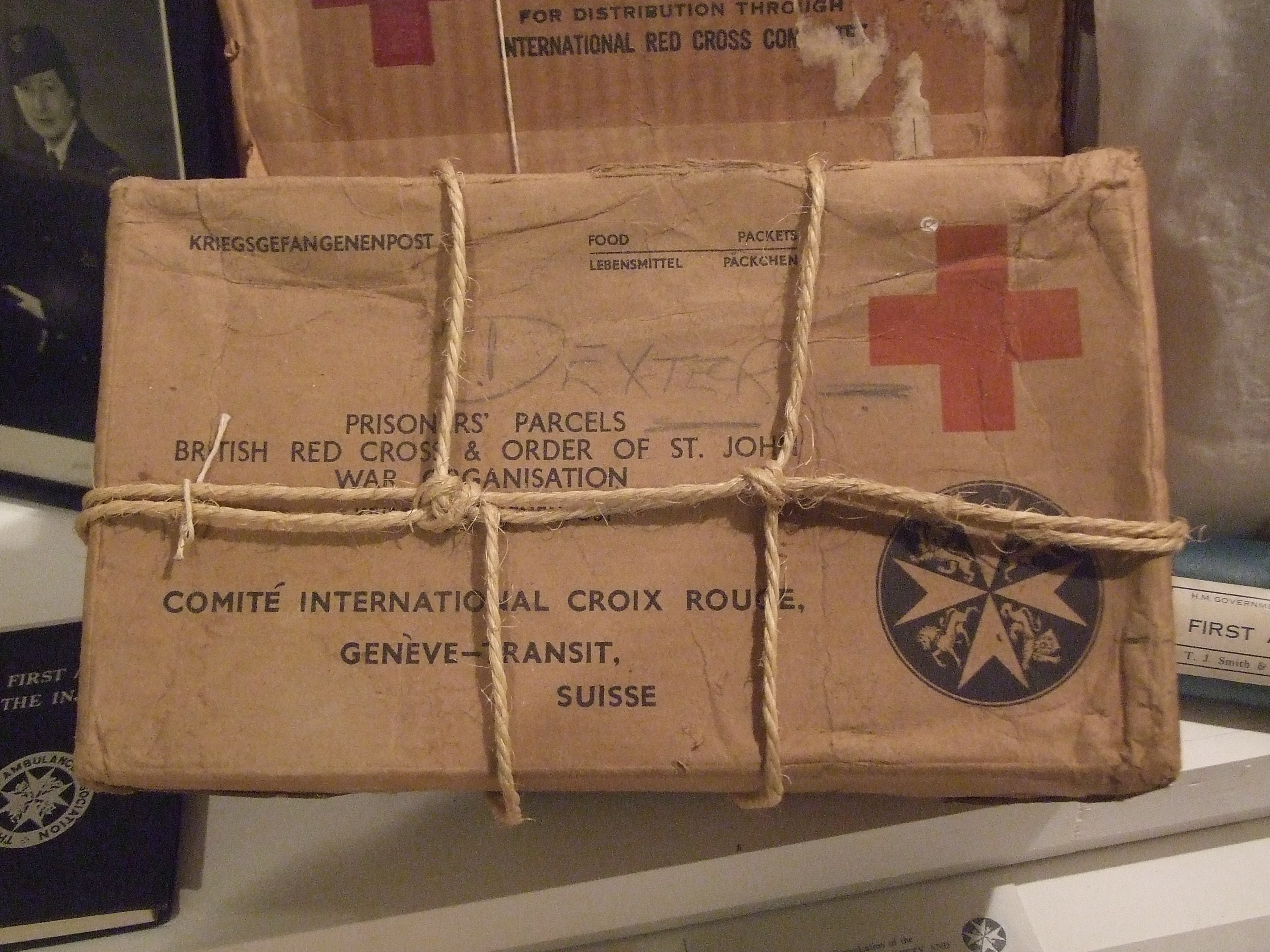
第二次世界大戦時のイギリス赤十字小包。

第二次世界大戦で供給された「解放キット」小包や医療品小包も含まれる。
第二次世界大戦においてはこれらの小包が捕虜収容所における栄養不良や食糧不足を補填し、捕虜の生存及びモラルの向上に大いに寄与した。
現代における赤十字の食料小包は自然災害、戦争、政変などの被害を受けた人々に基本的な食糧及び衛生用品を提供している。
直近ではグルジア、タイ及びイギリスに提供された。

## 第一次世界大戦
第一次世界大戦においてオーストラリア赤十字社は合計395,695個の食料小包と36,339個の衣料小包をドイツおよびトルコで捕虜となった同盟国兵士に発送したと記録している。また食料小包はベルギーとフランスの民間人を対象に送られた。
イギリス軍捕虜は赤十字社と聖ヨハネ騎士団の共同戦争組織内のイギリス中央捕虜委員会より食料パックを送られた。
捕虜に対する食料をイギリス政府が供給できない場合にイギリス赤十字社が発送し、食料等が入った小包を各週で発送した。
募金は674,908ポンドにまで達し、合計で5,145,458ポンドが消費され、終戦までに約9,000,000個の食料小包と800,000個の衣料小包が複数の組織からイギリス軍捕虜に向けて発送された。
フランス軍捕虜は委任組織を通じて小包の代金を支払った場合、鶏の丸焼きや複数種類のパテ、瓶入りのワインまで入った小包を受け取ることができ、金銭的に余裕のない捕虜には無料で低質の食料が入った小包をフランス赤十字社とつながりのある「Vetement du Prisonnier」から送られた。
ニュージーランド

ニュージーランド軍捕虜の親族は価格に応じて下記の小包を送ることができた。
| A - 4 シリング - 1 Alp ミルクチョコレート - 1 コンデンスミルク - 1 チーズ - 1ブロックのチョコレート - 2箱のタバコ - 2パックのcitrol - 1缶 Liebig社製肉の缶詰 - ハンカチもしくはタオルもしくは裁縫キット | B - 4シリング - 1⁄4ポンド (110 g) 紅茶 - 1 コンデンスミルク - 1⁄4ポンド (110 g) 砂糖 - 1 ジャム - 1ポンド (450 g) ビスケット - 1ブロックのチョコレート - 6 Maggiスープ - 1パックのタバコ - 1パックの紙巻たばこ | C - 6 シリング - 1 シャツ - 1 ベスト - 1 肌着 - 1 靴下 - 1 タオル - 2 ハンカチ - 1 歯ブラシ - 1 歯磨き粉 - 1 体洗い用タオル - 1 石鹸 | D - 傷病兵向け - 6シリング - 1 ポンド (450 g) コンデンスミルク - 1 ポンド (450 g) ココア - 1/2 ポンド (225 g) 砂糖 - 1 ポンド (450 g) Quaker Oatsオートミール - 1 ポンド (450 g) 魚油カプセル - 1 箱の麦芽エキス(Ovaltine社もしくはMellins Food社) |

捕虜の親族は上記の小包をAとCもしくはBとCで組み合わせて送ることができた。

### アメリカ
アメリカは1917年にドイツで収容されているアメリカ軍捕虜に向けて食料小包の発送を開始した。

初期の小包の内容は以下の通り。
| - 1 ポンド (450 g) コンビーフ缶 - 1 ポンド (450 g) ローストビーフ缶 - 1 ポンド (450 g) サーモン缶 - 2 ポンド (900 g) ハッシュ - 1 ポンド (450 g) ジャム - 1 石鹸 - 4パック タバコ | - 1 オーバーシャツ - 1 肌着シャツ - 2 豆とポークの缶 - 各1缶 トマト、トウモロコシ、豆類 - 2 ズボン下 - 2 靴下 - 3 ハンカチ - 2 タオル | - 1 歯磨き粉チューブ - 2 ポンド(900 g) ハードブレッド - 1 パイント エバミルク - 1 ポンド (450 g) 砂糖 - 0.5 ポンド (225 g) コーヒー - 1 歯ブラシ、櫛、髭剃りブラシ、髭剃り石鹸、裁縫キット |

## 第二次世界大戦
| - Oneポンド (450 g) of milk powder - Oneポンド (450 g) of butter - Fourオンス (110 g) of cheese - Twelveオンス (340 g) of corned beef - Tenオンス (280 g) of pork luncheon meat - Eightオンス (230 g) of salmon - Fourオンス (110 g) of sardines or kippers - Eightオンス (230 g) of dried apples - Eightオンス (230 g) of dried prunes or raisins | - Eightオンス (230 g) of sugar - Oneポンド (450 g) of jam or honey - Oneポンド (450 g) of pilot biscuits - Eightオンス (230 g) of chocolate - Oneオンス (28 g) of salt and pepper (mustard, onion powder and other condiments were also sometimes enclosed) - Fourオンス (110 g) of tea or coffee - Twoオンス (57 g) of soap. |

### books
- Yarnall, John (2011). Barbed Wire Disease: British & German Prisoners of War, 1914-19. Stroud: Spellmount. ISBN 9780752456904